# Zale metata
Zale metata är en fjärilsart som beskrevs av Smith 1909. Zale metata ingår i släktet Zale och familjen nattflyn. Inga underarter finns listade i Catalogue of Life.